# Mark (Galactik Football)
Mark es un personaje de la serie de televisión francesa Galactik Football.

## Argumento
Es de Akillian, y se conoció desde muy temprana edad con Micro Ice, D'Jok, Ahito, y Thran.
En la segunda y tercera temporada es donde más aparece, en la primera temporada solo aparece en unos cuantos episodios.
En la tercera temporada, se enamora de una mujer-robot con la que empieza saliendo, pero ella lo deja por motivos de equipo , ya que pertenecía al equipo de Paradisia.